# استیو آلتن
استیو آلتن (انگلیسی: Steve Alten؛ زادهٔ ۲۱ اوت ۱۹۵۹) یک رمان‌نویس اهل ایالات متحده آمریکا است.

## آثار
- مگ: رمانی از ترس عمیق